# Aiutante di Battaglia
Aiutante di Battaglia ist ein Portepeeunteroffizier-Dienstgrad der italienischen Streitkräfte, der nach geltender Rechtslage nur in Kriegszeiten vergeben werden kann. Der 1916 eingeführte Dienstgrad steht über allen anderen derzeitigen und früheren italienischen Unteroffizierdienstgraden. Der im Jahr 2001 eingeführte reguläre Dienstgrad Primo Maresciallo Luogotenente (Oberstabsfeldwebel) hat das letzte noch genutzte Rangabzeichen des Aiutante di Battaglia erhalten und Letzteren de facto ersetzt. Somit könnte der Dienstgrad Aiutante di Battaglia in Kriegszeiten wieder vergeben werden, er bräuchte jedoch ein neues Rangabzeichen.

## Geschichte
Der Dienstgrad Aiutante di Battaglia (deutsch etwa „Schlachtgehilfe“) wurde mit einem Dekret vom 3. September 1916 wegen der im Ersten Weltkrieg hohen Verluste unter Subalternoffizieren und Zugführern eingeführt. Um den neuen Dienstgrad (und damit in aller Regel die Dienststellung eines Zugführers) erreichen zu können, musste man nicht die drei darunter stehenden Portepeeunteroffizier-Dienstgrade (Maresciallo) durchlaufen, die seinerzeit ohnehin hauptsächlich für Verwaltungs- und Unterstützungsaufgaben vorgesehen waren. Unteroffiziere und Mannschaften, die im Kampf Führungsqualitäten und das Potenzial zum Zugführer erkennen ließen, konnten direkt in den neuen Dienstgrad befördert werden, den sie auch nach dem Krieg behielten (sofern sie überlebten). In gleicher Weise wurde im und nach dem Zweiten Weltkrieg verfahren.
In den Jahren nach dem Zweiten Weltkrieg verschwand der Dienstgrad de facto durch Ausscheiden aus dem aktiven Dienst. In den 1970er Jahren führte man als vierten regulären Portepeeunteroffizier-Dienstgrad den Maresciallo Maggiore Aiutante ein, aus dem dann Mitte der 1990er Jahre der Primo Maresciallo wurde. 2001 folgte als fünfte Rangstufe der Primo Maresciallo Luogotenente mit dem Rangabzeichen des „ausgelaufenen“ Aiutante di Battaglia.
Der Dienstgrad Aiutante di Battaglia wurde 1916 nur im Heer eingeführt, zu dem seinerzeit formell auch die Carabinieri gehörten. Bei der Luftwaffe wurde er erst im Jahr 1942 eingeführt, bei der Marine de facto nie. Der weitgehend in Vergessenheit geratene Dienstgrad wurde jedoch bei der Erstellung des neuen Militärorganisationsgesetzbuches von 2010 (Codice dell’ ordinamento militare) in den Artikel 1328 aufgenommen. Rechtlich ist er somit für alle vier italienischen Teilstreitkräfte ausschließlich für Kriegszeiten in der ursprünglichen Form weiterhin vorgesehen. Das fehlende Dienstgradabzeichen und der Umstand, dass italienische Portepee-Unteroffiziere seit Mitte der 1990er Jahre grundsätzlich auch als Zugführer verwendet werden können, lässt darauf schließen, dass der Aiutante di Battaglia weiterhin nur auf dem Papier existieren wird.

## Abzeichen

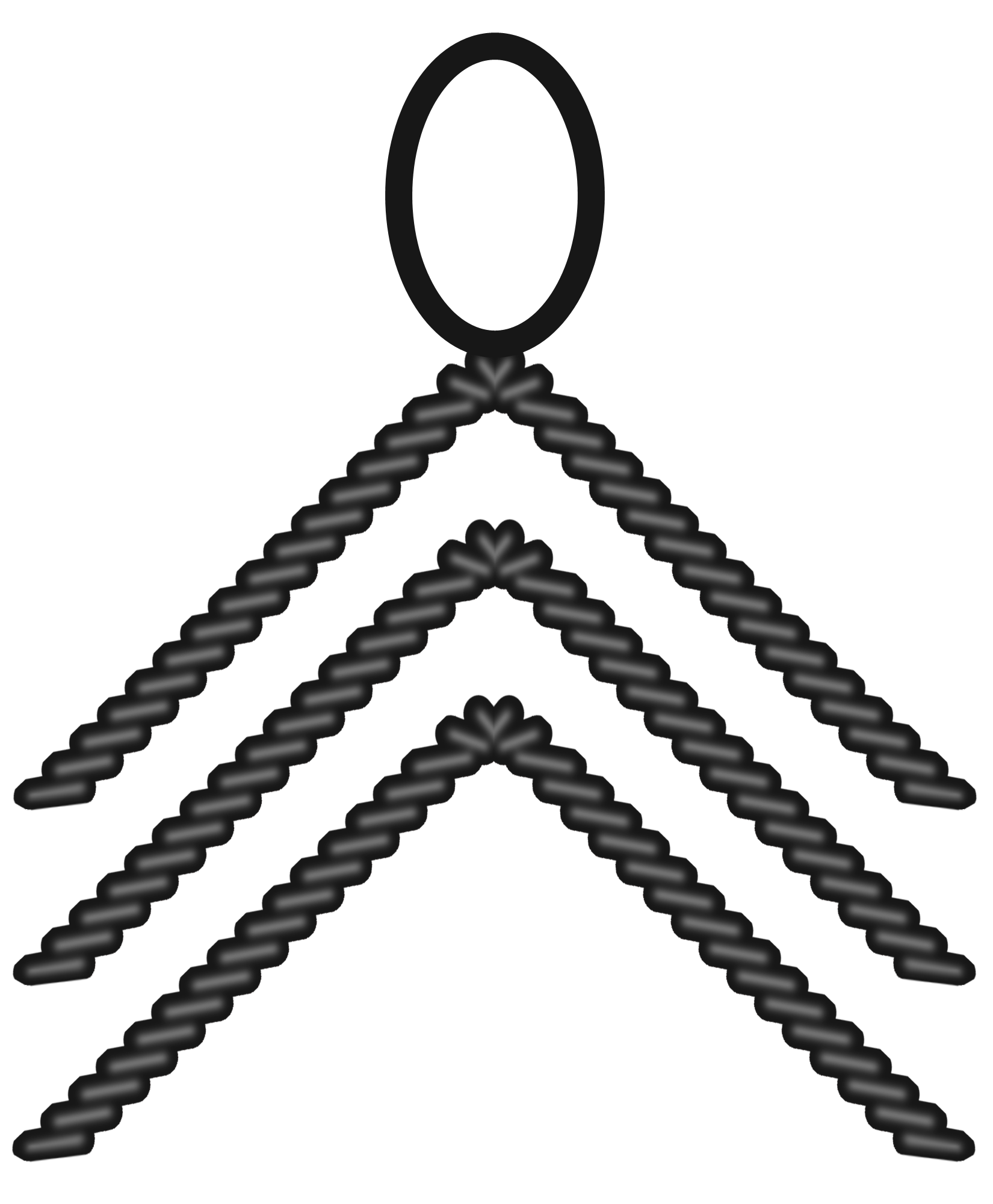
Aiutante di Battaglia (1916)
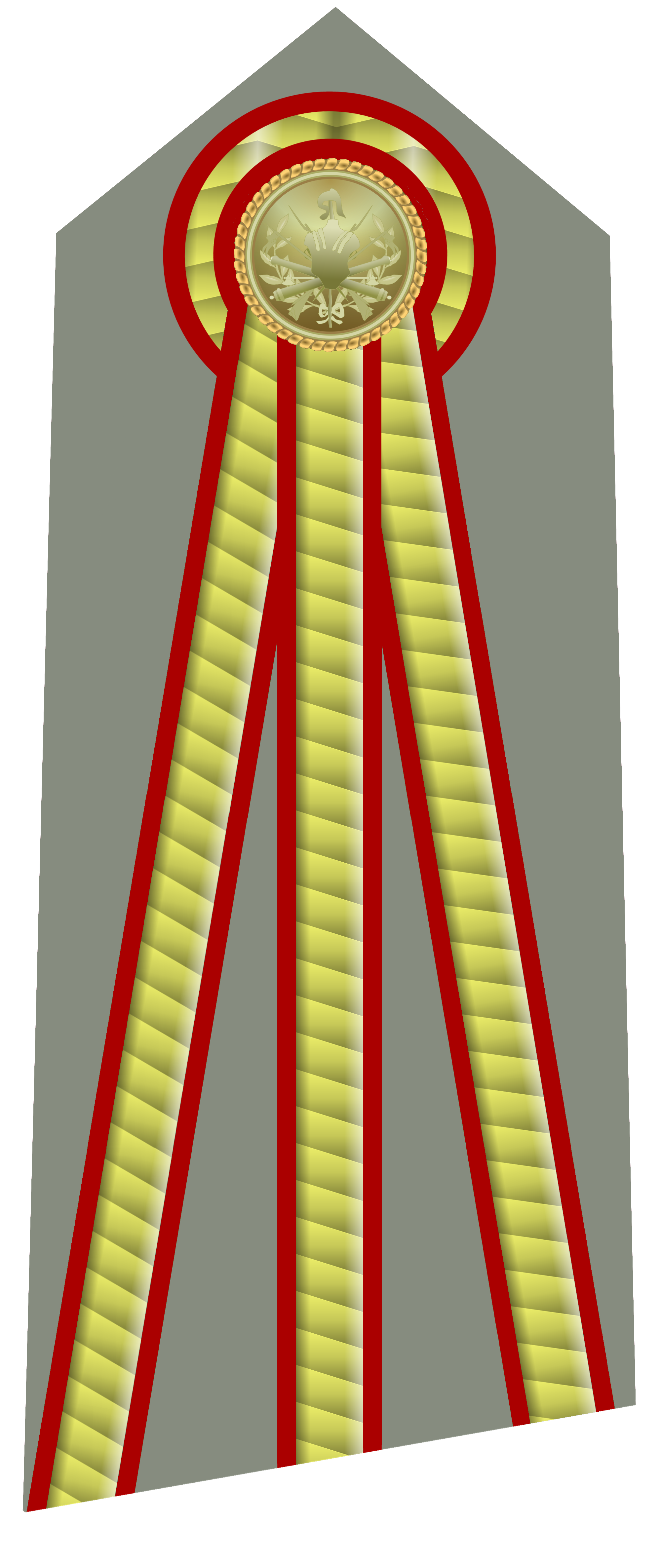
Aiutante di Battaglia (1940)
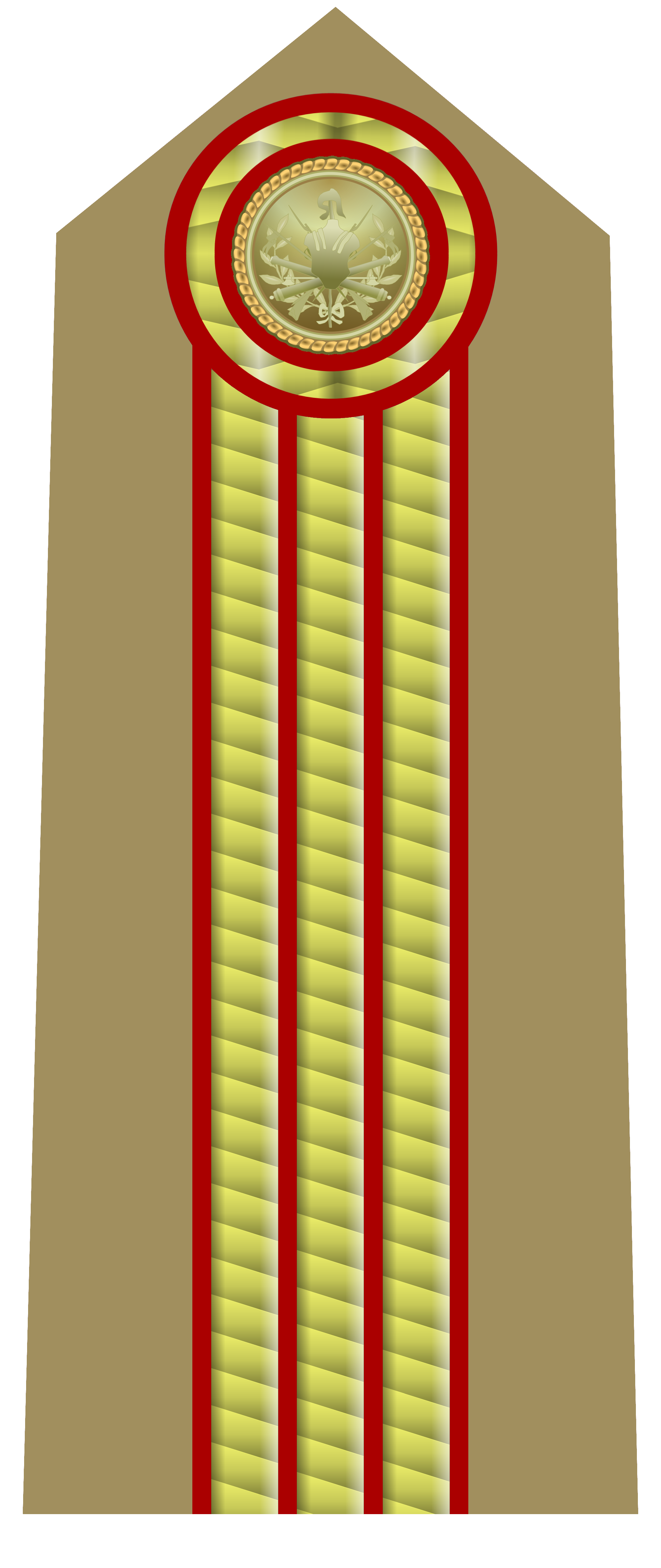
Aiutante di Battaglia (1945–1972)
(ab 1973, seit 2001 Primo Maresciallo Lgt.)